# 嵩口镇 (清流县)
嵩口镇，是中华人民共和国福建省三明市清流县下辖的一个乡镇级行政单位。

## 行政区划
嵩口镇下辖以下地区：
九龙社区、嵩口村、马排村、围埔村、范元村、沧龙村、梓材村、大元村、和元村、邱礤村、高赖村、高坑村和立新村。

## 人物
田径运动员葛曼棋出生于嵩口镇。